# David Parry
David Robert Parry (Carrollton, 7 marzo 1992) è un giocatore di football americano statunitense che milita nel ruolo di nose tackle per gli Indianapolis Colts della National Football League (NFL).

## Biografia

### Indianapolis Colts
Dopo avere giocato al college a football a Stanford, Parry fu scelto nel corso del quinto giro (151º assoluto) del Draft NFL 2015 dagli Indianapolis Colts. Debuttò come professionista partendo come titolare nella gara del primo turno contro i Buffalo Bills in cui mise a segno un tackle. Due settimane dopo mise a segno il suo primo sack su Marcus Mariota dei Tennessee Titans.

## Statistiche
| Partite totali      | 5   |
| Partite da titolare | 5   |
| Tackle totali       | 10  |
| Sack                | 1,0 |
| Intercetti          | 0   |
| Fumble forzati      | 0   |